# Foussignac
Foussignac ist eine französische Gemeinde mit 656 Einwohnern (Stand: 1. Januar 2022) im Département Charente in der Region Nouvelle-Aquitaine; sie gehört zum Arrondissement Cognac und zum Kanton Jarnac. Die Einwohner werden Foussignacais genannt.

## Geographie
Foussignac liegt etwa 14 Kilometer ostnordöstlich von Cognac. Nachbargemeinden von Foussignac sind Vaux-Rouillac im Norden und Nordosten, Fleurac im Osten, Mérignac im Osten und Südosten, Triac-Lautrait im Süden, Jarnac im Süden und Südwesten, Les Métairies im Westen sowie Sigogne im Westen und Nordwesten.

## Bevölkerungsentwicklung
| Jahr                       | 1962 | 1968 | 1975 | 1982 | 1990 | 1999 | 2006 | 2017 |
| Einwohner                  | 424  | 406  | 488  | 523  | 543  | 551  | 587  | 635  |
| Quellen: Cassini und INSEE |      |      |      |      |      |      |      |      |

## Sehenswürdigkeiten
- Kirche Saint-Cybard-et-Saint-Laurent

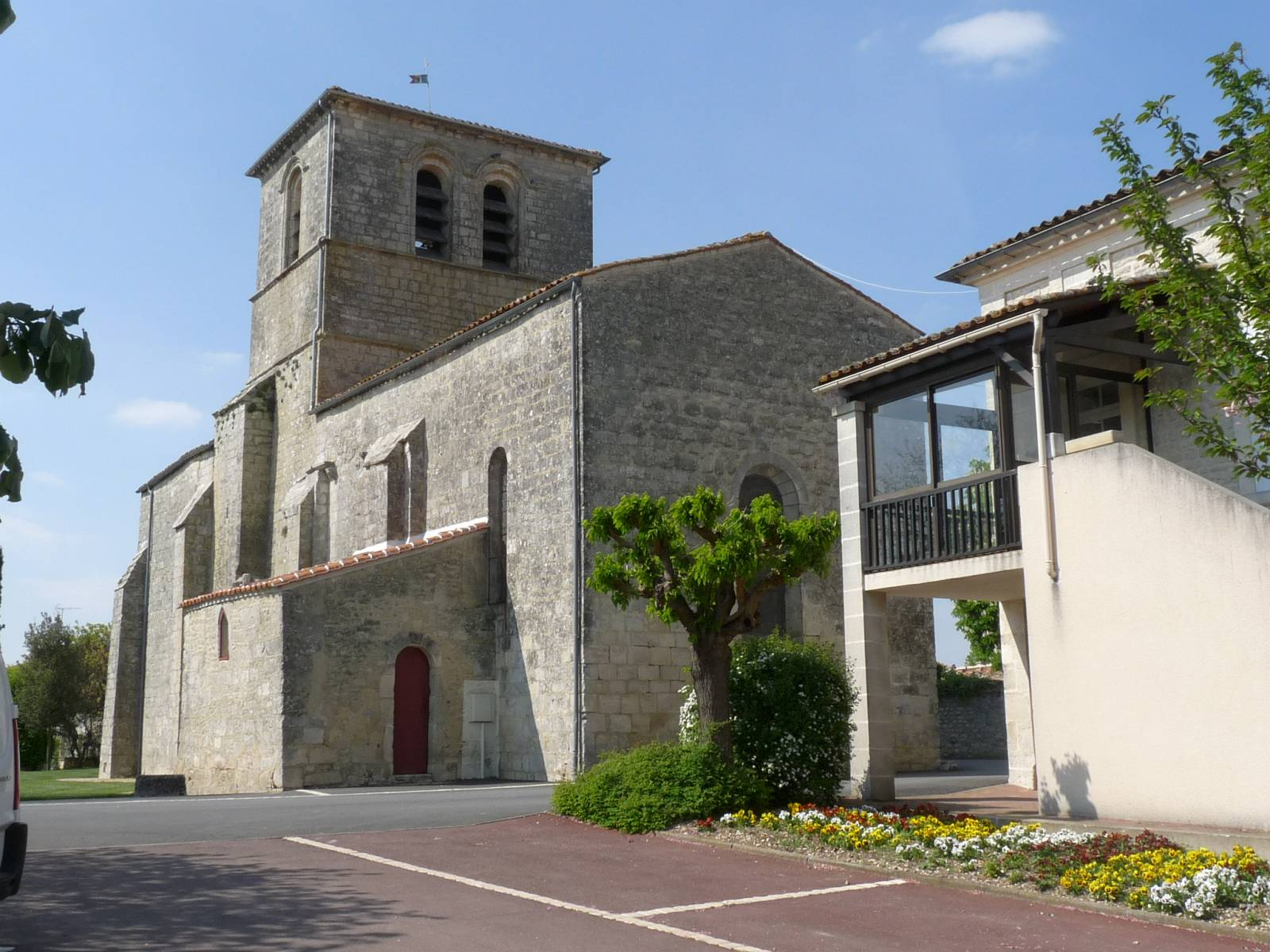
Kirche Saint-Cybard-et-Saint-Laurent